# Marian Donat
Marian Wojciech Donat (ur. 28 sierpnia 1960 w Szczecinku, zm. 2 stycznia 2018) – polski judoka wagi muszej związany z klubem sportowym Czarni Bytom.
Członek polskiej reprezentacji na Letnie Igrzyska Olimpijskie 1980 w Moskwie – (bez medalu).
Zajął 5. miejsce w mistrzostwach Europy w Wiedniu w 1980.
Szwagier dwukrotnego złotego medalisty olimpijskiego, Waldemara Legienia.
Pochowany w Bytomiu na cmentarzu przy ulicy Kraszewskiego.